# Scoglio Grande (Ugliano)
Scoglio Grande, Pan o Veliki (in croato Veli Školj) è un isolotto disabitato della Dalmazia settentrionale, in Croazia, situato nel mare Adriatico a sud di Ugliano che fa parte dell'arcipelago zaratino. Amministrativamente appartiene al comune di Calle nella regione zaratina.

## Geografia
Lo scoglio Grande è un isolotto di forma arrotondata situato a sud di valle Lamiane Grande (Vela Lamjana), insenatura della parte meridionale di Ugliano. L'isolotto si trova tra punta Zaplesnica (Japlenički rt) e punta dei Frati (rt Frataščina) da cui dista circa 400 m; ha una superficie di 0,17 km², il suo sviluppo costiero è di 1,57 km e l'altezza massima è di 55 m.

### Isole adiacenti
- Scoglio Pokliba[7] (Pohliba), ha un'area di 1607 m²[8]; si trova 450 m[2] a nord-nord-ovest dello scoglio Grande, nella valle Lamiane Grande 44°02′10″N 15°12′24″E.
- Nudo[6][12] o Golaz[4][5][7] (Golac), scoglio rotondo situato di fronte a valle Elenizza[4][5][13] (uvala Jelenica) circa 220 m ad ovest di punta Loparić 44°01′42″N 15°13′33″E.
- Possidaria[6][14], Bisacce[4] o Bisaghe[7] (Bisage), isolotto a forma di otto, lungo circa 330 m, con un'elevazione si 16 m[2], ha un'area di 0,046 km²[1] e la costa lunga 0,86 km[1]; è situato circa 680 m[2] a sud-est dello scoglio Grande e 1,5 km[2] a nord-ovest di punta Secca (rt Karantun) 44°01′23″N 15°13′10″E.

Nudo e Possidaria fanno parte del comune di Cuclizza.

### Cartografia
- (HR) Mappa topografica della Croazia 1:25000, su preglednik.arkod.hr. URL consultato il 14 giugno 2017.
- Carta di cabottaggio del mare Adriatico, foglio VII, Milano, Istituto geografico militare, 1822-1824. URL consultato il 14 giugno 2017 (archiviato dall'url originale il 13 aprile 2013).